# Don Juan
Pour les articles homonymes, voir Juan, Don Juan (homonymie) et Don.

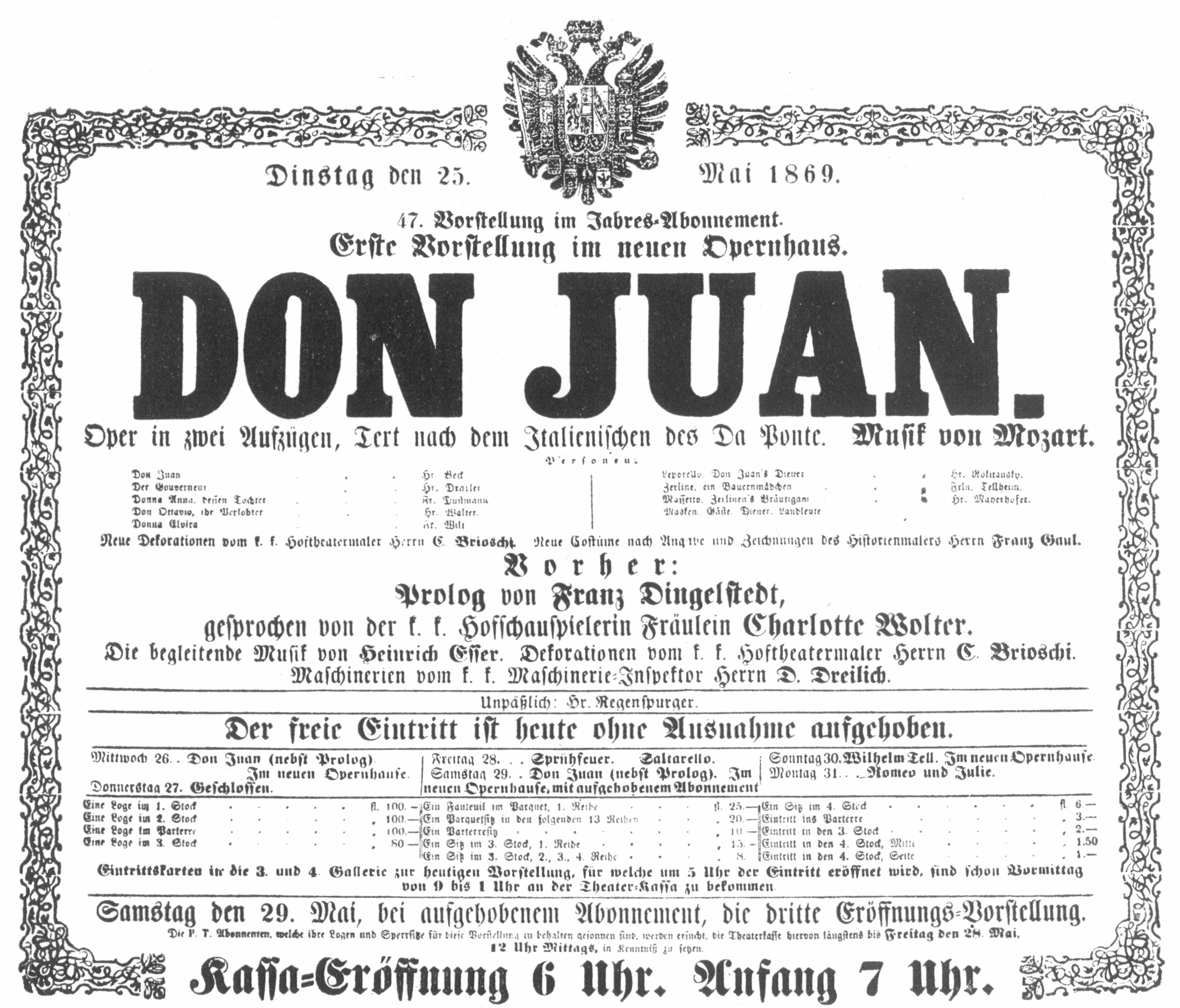
Présentation du Don Juan de Mozart lors de l'ouverture de l'Opéra de Vienne le 25 mai 1869.

Don Juan est un personnage de fiction qui apparaît pour la première fois au XVIIe siècle dans une pièce de théâtre de Tirso de Molina, jouée en 1630. Le mythe a été repris dans de nombreuses œuvres littéraires, musicales, picturales ou cinématographiques. 
L'usage est d'écrire « Dom Juan » lorsqu'il s'agit du titre de l'œuvre de Molière, « Don Giovanni » ou « Don Juan de Mozart » lorsqu'il s'agit de l'opéra de Mozart, et « Don Juan » lorsqu'il s'agit d'une autre œuvre.

## Histoire du mythe
Les efforts d'identification à un personnage historique sont sujets à controverse ; on peut toutefois relever quelques traits de caractère qui lui sont souvent associés : Don Juan vit pour les plaisirs de la vie, rejetant les contraintes et les règles sociales, morales et religieuses, et ignorant sciemment autrui. Il est donc à la fois cynique, égoïste et destructeur. Il correspond à l'image du libertin au XVIIe siècle.

### Miguel Mañara y Vicentelo de Leca, ditDon Juan
Selon une légende erronée, le religieux Miguel Mañara y Vicentelo de Leca aurait inspiré le personnage de Don Juan. Il est né en 1627, à Séville, de Tomasio Magnara, son père, originaire de Calvi, et de Jeromina Anfriano, sa mère, originaire de Montemaggiore. Ses parents ont fait partie des nombreux Calvais qui ont quitté Calvi pour faire fortune auprès de la couronne d'Espagne lors de la découverte et la prospection des territoires du nouveau-monde. Il est mort en 1679.

### Le personnage d'une pièce de Tirso de Molina
Il est beaucoup plus vraisemblable de croire que le succès de la pièce publiée en 1630 El Burlador de Sevilla y Convidado de piedra (L'Abuseur de Séville et le Convive de pierre) du moine espagnol frère Gabriel, plus connu sous le nom de Tirso de Molina (qui met en scène un personnage de jeune débauché porté sur la jouissance, personnage assez habituel dans les comédies espagnoles des XVIe et XVIIe siècles) est à l'origine de la légende.
Les éléments surnaturels ont sans doute joué un rôle important dans l'inscription de cette fable dans l'imaginaire collectif et dans la création du mythe, ainsi que la récupération d'un thème moral (la punition du méchant) fréquemment utilisé dans les collèges religieux ou les ballades populaires.

### L'émergence du mythe
Repris de nombreuses fois, le texte arrive en Allemagne, où il est intégré à la commedia dell'arte qui ajoute le thème des mille et trois femmes.
Puis Molière reprend et adapte le texte en 1665.
En 1787, Da Ponte en tire un livret que Mozart met en musique pour aboutir à la création de l'opéra Don Giovanni.
Goldoni, Mérimée, Pouchkine, Byron, Dumas, Baudelaire en poésie, Montherlant et de très nombreux autres auteurs, musiciens, metteurs en scène, cinéastes, auteurs de bandes dessinées, furent fascinés par ce personnage habile et d'envergure qui défie la morale, l'ordre public, et Dieu.
Le personnage évolue légèrement au fil des époques. Mais la trame essentielle demeure : séduction des femmes, rejet des règles sociales et morales, défi à l'autorité et à Dieu, châtiment « exemplaire ». Cependant sur ce dernier point des différences notables apparaissent chez certains auteurs de la période romantique.
Le romantisme crée ainsi le personnage du libertin repenti, comme dans Les Âmes du purgatoire, de Prosper Mérimée, qui reprend l'histoire à demi légendaire de don Miguel Mañara, mort en odeur de sainteté au XVIIe siècle à Séville.
Et les changements et transformations se poursuivent de nos jours : signe de l'évolution des mentalités entre les monarchies chrétiennes à vision sociale, et quelques sociétés laïques ou athées dont certaines à vision individualiste, signe aussi de la vitalité du mythe du séducteur né, fascinant et scandaleux.

### Époque moderne
Certains auteurs et critiques contemporains[Quand ?], tels Anne-Marie Simond comme romancière et Gregorio Marañón comme critique, voient dans la frénésie de séduction de Don Juan auprès des femmes le signe d'une homosexualité refoulée. Ainsi, Éric-Emmanuel Schmitt présente un Don Juan vieilli et plus mature, ne cherchant plus à satisfaire tous ses désirs, et en questionnement sur lui-même, car il a connu l'Amour, cette fois-ci avec un homme.

## Don Juan dans les arts

### Dans la littérature
En 1665, Molière écrit une pièce de théâtre en prose qui relate l'histoire de Don Juan en la transposant au Grand Siècle français. Créée par lui et sa troupe sous le titre Le Festin de pierre, elle sera rebaptisée Don Juan ou le Festin de pierre lors de sa première publication (posthume) en 1682, sans doute pour la distinguer de la version édulcorée et mise en alexandrins en 1677 par Thomas Corneille publiée sous son titre originel (Le Festin de pierre) sans qu'apparaisse son propre nom, avant de s'en attribuer l'entière paternité en 1683. C'est cette seconde version due à Thomas Corneille qui fut régulièrement reprise par la Comédie-Française jusqu'au milieu du XIXe siècle.
D'autres auteurs ont utilisé les mêmes thèmes :
- 1659 : Le Festin de pierre ou le Fils criminel (à Lyon), Le Festin de pierre ou L'Athée foudroyé (à Paris), pièce de Dorimond ;
- 1660 : Le Festin de pierre ou le Fils criminel, pièce de de Villiers ;
- 1677 : Le Festin de pierre, mise en vers (édulcorée) de la pièce de Molière par Thomas Corneille ;
- 1730 : Don Juan, pièce de Carlo Goldoni ;
- 1814 : Don Juan, conte d'Ernst Theodor Amadeus Hoffmann
- 1821 : Don Juan[10], poème de Lord Byron ;
- 1830 : L'Élixir de longue vie, œuvre d'Honoré de Balzac ;
- 1830 : Le Convive de pierre, œuvre de Alexandre Pouchkine ;
- 1832 : Namouna, œuvre de Alfred de Musset dans laquelle il présente sa conception de Don Juan ;
- 1834 : Les Âmes du purgatoire, œuvre de Prosper Mérimée ;
- 1836 : Don Juan de Maraña ou la Chute d'un ange, pièce de Alexandre Dumas ;
- 1844 : Don Juan Tenorio, pièce de théâtre de José Zorrilla ;
- 1844 : Don Juan, pièce de théâtre de Nikolaus Lenau ;
- 1851 : Le Château des désertes, roman de George Sand;
- 1861 : Don Juan aux enfers, poème de Charles Baudelaire dans Les Fleurs du Mal ;
- 1874 : Le Plus Bel Amour de dom Juan, nouvelle de Jules Barbey d'Aurevilly dans Les Diaboliques
- 1889 : Don Juan, pièce de théâtre de Jean Aicard ;
- 1898 : Don Juan de Mañara, drame en cinq actes et en vers d'Edmond Haraucourt, romance et musique de scène de Paul Vidal
- 1903 : Man and Superman, pièce de George Bernard Shaw ;
- 1912 : Le Seigneur de pierre, pièce de Lessia Oukraïnka;
- 1913 : Miguel Mañara, pièce de théâtre de Oscar Vladislas de Lubicz-Milosz ;
- 1914 : Les Trois Don Juan, roman de Guillaume Apollinaire ;
- 1914 : Scènes de Don Juan, pièce de théâtre de Oscar Vladislas de Lubicz-Milosz ;
- 1916 : Don Juan - tome I et Le Roi amoureux - tome II, romans-feuilletons de Michel Zévaco ;
- 1920 : Don Juan et…, recueil de nouvelles de Jean Roc ;
- 1921 : La Dernière Nuit de don Juan, pièce de théâtre d'Edmond Rostand ;
- 1922 : L'Homme à la rose, roman de Henry Bataille ;
- 1930 : Don Juan, pièce de théâtre de Joseph Delteil ;
- 1933 : Don Juan de Paris roman de Maryse Choisy ;
- 1939 : Don Juan revient de guerre, pièce de théâtre d'Ödön von Horváth ;
- 1946 : Le Burlador, pièce de théâtre de Suzanne Lilar ;
- 1946 : Un don Juan, pièce de théâtre de Michel Aucouturier ;
- 1949 : Le Jugement de don Juan, pièce de théâtre de Marie Noël ;
- 1949 : L'Homme de cendres, pièce de théâtre d'André Obey ;
- 1953 : Don Juan ou l'Amour de la géométrie, pièce de théâtre de Max Frisch ;
- 1954 : La Vie voluptueuse de Don Juan, roman de Marcel Castillan (republié sous le pseudonyme de Roger Fairelle en 1973) ;
- 1955 : Le Chevalier du mépris, comédie de Manuel de Diéguez ;
- 1955 : Don Juan, pièce de théâtre de Michel de Ghelderode ;
- 1956 : La Mort qui fait le trottoir, pièce d'Henry de Montherlant ;
- 1956 : Une aventure de don Juan, pièce de théâtre de Alexandre Arnoux ;
- 1959 : Monsieur Jean, pièce de théâtre de Roger Vailland ;
- 1964 : Don Juan, pièce de Charles Bertin ;
- 1966 : Elvire, pièce de théâtre de Charles Kunstler ;
- 1973 : L'Autre Don Juan, pièce de théâtre de Eduardo Manet ;
- 1979 : Don Juan : mythe littéraire et musical, recueil de textes présentés par Jean Massin ;
- 1986 : Don Juan Tenorio, pièce de théâtre de Franz Zeise ;
- 1986 : Elvire Jouvet 40, pièce de théâtre de Brigitte Jaques-Wajeman d'après la sténographie du cours de Louis Jouvet ;
- 1990 : Le Séducteur, roman de Anne-Marie Simond ;
- 1990 : Donc, Jean, bande dessinée de Martin Veyron ;
- 1991 : La Nuit de Valognes, pièce de théâtre de Éric-Emmanuel Schmitt ;
- 1994 : Chimère et autres bestioles, pièce de théâtre de Didier-Georges Gabily ;
- 1996 : L'Ambigu, pièce de théâtre de Roland Topor ;
- 2000 : Le Pari de Don Juan, essai de François Rachline
- 2004 : Don Juan (raconté par lui-même), roman de Peter Handke ;
- 2005 : El Don Juan, pièce de théâtre d'après Tirso de Molina, adaptation de Marco Sabbatini et Omar Porras ;
- 2005 : Don Giovanni ou O dissoluto absolvido, pièce de théâtre de José Saramago ;
- 2018 : La Conversion de Don Juan, tragédie en trois actes de Fabrice Hadjadj.

Cette liste n'est pas exhaustive : des dizaines d'écrivains ont traité ce mythe. Pour avoir une liste complète, consulter Christian Biet : Don Juan, Mille et trois récits d'un mythe, Gallimard, collection « Découvertes », 1998

### Dans la musique
- 1761 : Christoph Willibald Gluck compose un ballet chorégraphié par Gasparo Angiolini : Don Juan, ou le Festin de pierre ;
- 1787 : Giuseppe Gazzaniga compose Don Giovanni Tenorio, o sia Il convitato di pietra sur un livret de Giovanni Bertati ;
- 1787 : Wolfgang Amadeus Mozart écrit un opéra, Don Giovanni, sur le livret de Lorenzo da Ponte ;
- 1822 : Ramón Carnicer compose Il dissoluto punito, ossia Don Giovanni Tenorio
- 1841 : Franz Liszt compose les Réminiscences de Don Juan sur un thème de l'opéra de Mozart ;
- 1872 : Alexander Dargomyzhsky écrit Le Convive de pierre d'après le texte d'Alexandre Pouchkine ;
- 1878 : Piotr Ilitch Tchaïkovski compose la Sérénade de Don Juan (opus 38, première des six mélodies) sur un poème d'Alexis Konstantinovitch Tolstoï ;
- 1889 : Richard Strauss compose son poème symphonique Don Juan, inspiré du poème de Lenau ;
- vers 1945 : Don Juan de Mañara, opéra d'Henri Tomasi ;
- 1991 : Don Juan en los infiernos, composé par Alejandro Masso pour le film de G. Suarez ;
- 2004 : Don Juan de Félix Gray, avec Jean-François Breau, Marie-Ève Janvier et Mario Pelchat ;
- 2006 : Don Giovanni ossia Il dissoluto assolto, opéra d'Azio Corghi d'après Don Giovanni ou O dissoluto absolvido de José Saramago.

### Dans les arts plastiques

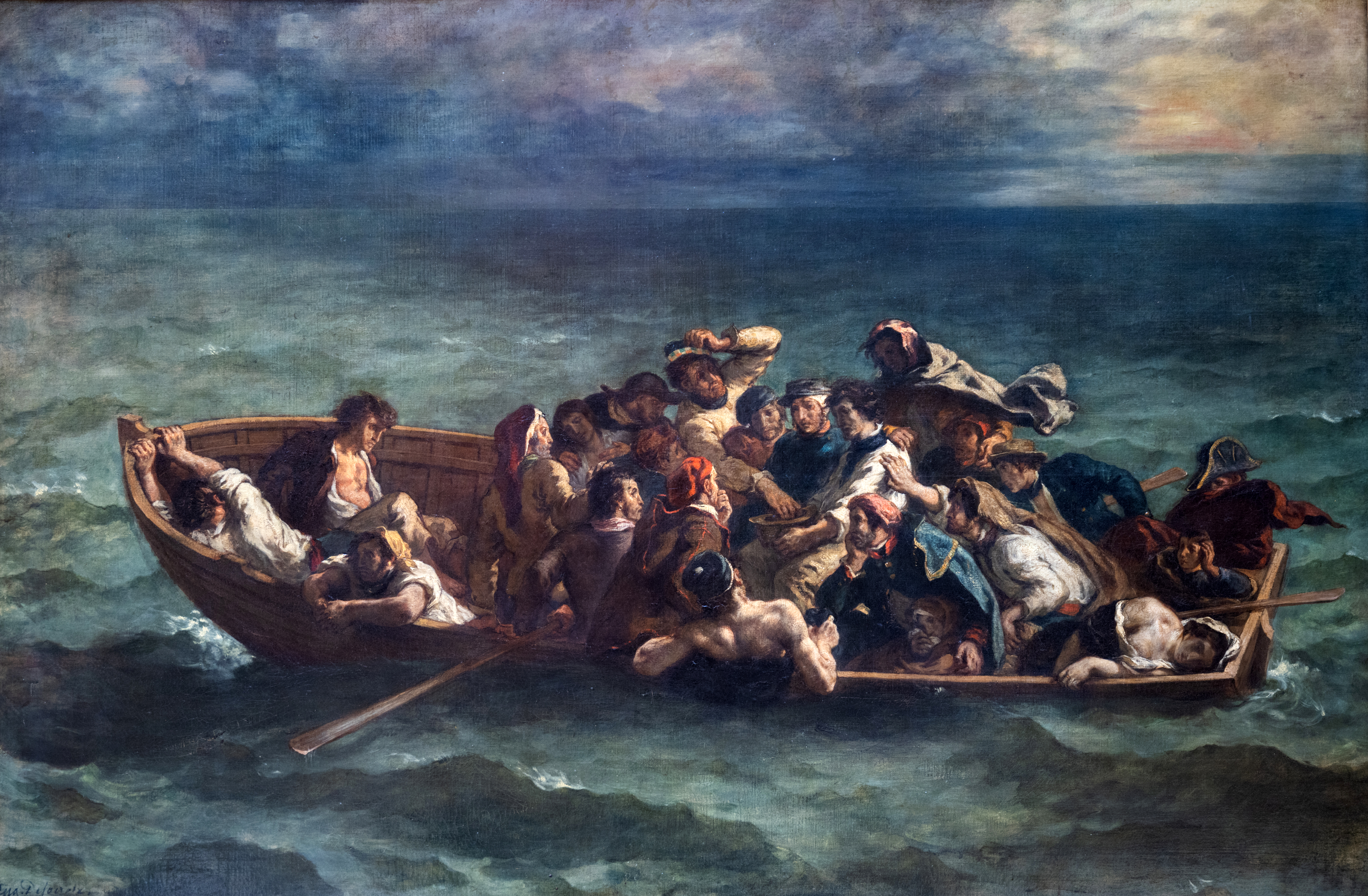
Le Naufrage de Don Juan
Eugène Delacroix, 1840
Musée du Louvre, Paris

- environ 1830 : Alexandre-Évariste Fragonard, Don Juan et la statue du Commandeur, Musée des Beaux-Arts de Strasbourg
- 1840 : Eugène Delacroix, Le Naufrage de Don Juan d'après le Don Juan de Byron, Musée du Louvre

### Au cinéma
- 1916 : Don Giovanni, film italien d'Edoardo Bencivenga ;
- 1924 : Les Cinquante ans de Don Juan d'Henri Étiévant
- 1926 : Don Juan, film américain d'Alan Crosland, considéré comme le premier film sonore ;
- 1934 : Les Quarante ans de Don Juan, film britannique réalisé par Alexander Korda avec Douglas Fairbanks et Merle Oberon ;
- 1948 : Les Aventures de Don Juan, film d'aventures américain réalisé par Vincent Sherman avec Errol Flynn dans le rôle de Don Juan ;
- 1954 : 
  - Mozart. Don Giovanni, film allemand de Czinner Paul ;
  - Les hommes ne pensent qu'à ça de Yves Robert, joué par Jean-Marie Amato ;
- 1955 : L'Œil du diable, film suédois d'Ingmar Bergman avec Jarl Kulle et Bibi Andersson ;
- 1956 : Don Juan, film français réalisé par John Berry avec Fernandel dans le rôle de Sganarelle ;
- 1965 : Dom Juan ou le Festin de Pierre, film français réalisé par Marcel Bluwal avec Michel Piccoli et Claude Brasseur ;
- 1973 : Don Juan 73 ou Si Don Juan était une femme, film français de Roger Vadim avec Brigitte Bardot ;
- 1979 : Don Giovanni, film opéra français de Joseph Losey ;
- 1991 : Don Juan en los infiernos, réalisé par G. Suarez ;
- 1995 : Don Juan DeMarco, réalisé par Jeremy Leven avec Marlon Brando et Johnny Depp
- 1997 : Don Giovanni, film d'art et essai réalisé par Gilles D'Elia à partir du texte de Molière et du livret de Lorenzo Da Ponte ;
- 1998 : Don Juan, film réalisé par Jacques Weber à partir du texte de Molière ;
- 2005 : Broken Flowers, film réalisé par Jim Jarmusch où le personnage principal, interprété par Bill Murray, est un don Juan vieillissant qui, après avoir reçu une lettre d'une de ses anciennes conquêtes, lui indiquant qu'il a un fils, part à la recherche de celle-ci pour découvrir laquelle lui a envoyé cette lettre. Jarmusch modernise le mythe du don Juan, et transcende avec humour et émotion ce mythe.
- 2013 : Don Jon, film réalisé par Joseph Gordon-Levitt, avec Joseph Gordon-Levitt et Scarlett Johansson. Le film propose une interprétation contemporaine du mythe de Don Juan.
- 2022 : Don Juan, film réalisé par Serge Bozon avec Tahar Rahim et Virginie Efira

Cette liste est non exhaustive.